# فرایند گالتون-واتسون

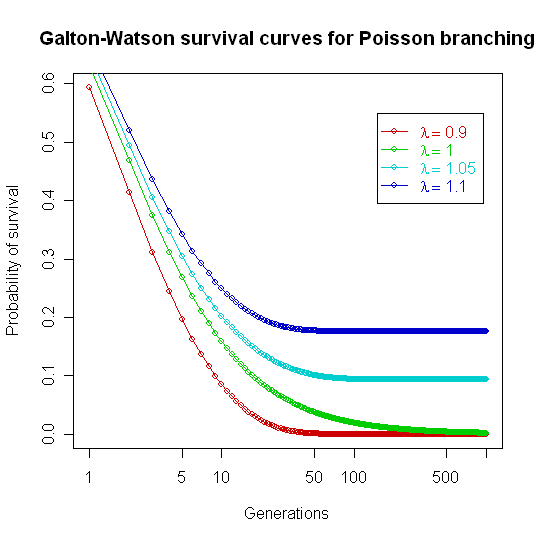
نمودار احتمال زنده‌ماندن برای نرخ‌های تولید مثل نمایی متفاوت در حالتی که تعداد فرزندان هر فرد از توزیع پواسون پیروی کند. در حالت λ ≤ ۱ در نهایت قطعاً انقراض رخ خواهد داد. زمانی که جمعیت زیاد باشد احتمال زنده ماندن یک گونه جدید حتی با λ> ۱ کم است.

فرایند گالتون-واتسون یک فرایند تصادفی شاخه‌ای است که پس از تحقیقات فرانسیس گالتون دربارهٔ انقراض نام‌های خانوادگی مطرح شد. در این فرایند فرض می‌کنیم که نام خانوادگی از پدر به فرزند می‌رسد و فرزندان به صورت تصادفی دختر یا پسر هستند. یک نام خانوادگی زمانی منقرض می‌شود که تمام افراد با آن نام خانوادگی بمیرند بدون آنکه فرزند پسر داشته باشند. این توصیف ضمناً توصیف دقیقی است از مسألهٔ انتقال کروموزوم Y در ژنتیک، در نتیجه در فهم مسألهٔ Human Y-chromosome DNA haplogroup و دیگر فرایندها مفید می‌افتد.
در عمل نام‌های خانوادگی به دلایل مختلفی منقرض می‌شود و مرگ آخرین بازمانده‌ها فقط یکی از عوامل انقراض نام‌های خانوادگی است، در نتیجه کاربرد فرایند گالتون-واتسون برای فهمیدن توزیع حقیقی نام‌های خانوادگی محدود است.
در دورهٔ ویکتوریا اشراف از این که نام‌های خانوادگی اشرافی کم‌کم منقرض می‌شد نگران بودند. گالتون در شماره‌ای از The Educational Times که در سال ۱۸۷۳ منتشر شد راجع به احتمال وقوع این حادثه مطرح کرد و کشیش هنری ویلیام واتسون به این سؤال پاسخ داد. سپس آن دو با هم در سال ۱۸۷۴ مقاله‌ای به نام «احتمال انقراض یک نام خانوادگی» منتشر کردند. به نظر می‌رسد که گالتون و واتسون مقالات‌شان را مستقل از کارهای قبلی ای. جی. بیه‌نایمه انجام داده‌اند.

## تصویر کلی
فرض کنید نام خانوادگی از پدر به تمام فرزندان مذکر منتقل می‌شود. فرض کنید تعداد فرزندان مذکر یک مرد متغیر تصادفی بر مجموعهٔ {\displaystyle \{0,1,2,3,\cdots \}} باشد. همچنین فرض کنید تعداد فرزندان همهٔ مردها مستقل از هم باشد و از همین توزیع پیروی کند.
با این فرضیات ساده‌ترین نتیجه‌ای که می‌توان گرفت این است که اگر میانگین تعداد فرزندان در یک خانواده کمتر یا مساوی ۱ باشد آنگاه به احتمال قریب به یقین آن نام خانوادگی منقرض می‌شود و اگر میانگین تعداد فرزندان یک خانواده بیشتر از ۱ باشد آنگاه احتمال آنکه نام خانوادگی این خانواده تا n (دلخواه) نسل بعد باقی بماند بیشتر از صفر است.
این فرایند کاربردهای جدید زیادی دارد مثلاً احتمال زنده‌ماند یک ژن جهش‌یافتهی جدید، احتمال وقوع واکنش زنجیره‌ای هسته‌ای، احتمال انقراض گونههای کم‌جمعیت و هم‌چنین توضیح این‌که چرا فقط تعداد انگشت‌شماری از افراد مذکر در تاریخ یک رشته از فرزندان مذکر دارند که تا به امروز رسیده باشد. (این کاربرد آخر احتمالاً نزدیک‌ترین کاربرد به آن چیزی است که مد نظر خود گالتون و واتسون بود)
در مسایل احتمال انقراض نتیجه گرفته‌اند که اگر یک زنجیر از فرزندان مذکر زنده مانده است احتمالاً این زنجیر در نسل‌های اول خود نسبت به بقیه نرخ رشد بیشتری داشته‌است.

## تعریف ریاضی
یک فرایند گالتون-واتسون یک فرایند تصادفی {\displaystyle \{X_{n}\}} است که تکامل آن با رابطهٔ بازگشتی زیر است:
{\displaystyle X_{0}=1}
{\displaystyle X_{n+1}=\sum _{i=1}^{X_{n}}d_{i}^{n}}
که {\displaystyle \{d_{i}^{(n)}:n,i\in \mathbb {N} \}} یک مجموعه از متغیرهای تصادفی یکنواخت است که مقدار آن‌ها به صورت مستقل و تصادفی از توزیع یکنواخت اعداد صحیح نامنفی انتخاب می‌شود.
اگر بخواهیم با ادبیات مسألهٔ انقراض نام خانوادگی صحبت کنیم، می‌توانیم بگوییم {\displaystyle X_{n}} تعداد نوادگان مذکر در نسل {\displaystyle n}ام است. هم‌چنین {\displaystyle \xi _{j}^{(n)}} تعداد فرزندان {\displaystyle j}امین نفر از این {\displaystyle X_{n}} نواده است. رابطهٔ بازگشتی به این معناست که تعداد فرزندان مذکر در نسل{\displaystyle j+1}ام از جمع کردن فرزندان مذکر نوادگان نسل {\displaystyle j}ام به دست می‌آید.
احتمال انقراض یک نام خانوادگی از رابطهٔ زیر به دست می‌آید:
{\displaystyle \lim _{n\to \infty }\Pr(X_{n}=0)}
این احتمال در صورتی که هر فرزند از خانواده ۱ فرزند داشته باشد برابر صفر خواهد بود. اما حتی با در نظر نگرفتن این حالت بدیهی هم یک شرط لازم و کافی ساده وجود دارد که در بخش بعدی معرفی شده است.

## شرایط انقراض در فرایند گالتون-واتسون
در حالت نابدیهی اگر {\displaystyle E\{\xi _{1}\}\leq 1} باشد آنگاه احتمال انقراض نام خانوادگی برابر ۱ است و اگر {\displaystyle E\{\xi _{1}\}>1}احتمال انقراض کمتر از ۱ است.
فرایند را می‌توان با استفاده از تابع مولد احتمال نیز توصیف کرد.
در صورتی که تعداد فرزندان {\displaystyle \xi _{j}} از توزیع پواسون با پارامتر {\displaystyle \lambda } پیروی کند می‌توانیم یک رابطهٔ بازگشتی برای احتمال انقراض یک نام خانوادگی که نسلش را در مرحلهٔ اول با یک نفر شروع کرده به دست بیاوریم:
{\displaystyle x_{n+1}=e^{\lambda (x_{n}-1)},\,}
که شکل آن در قسمت بالا آمده است.

## فرایند گالتون-واتسون دوجنسیتی
در حالت کلاسیک فرایند گالتون-واتسون که در قسمت‌های قبل توضیح داده شد فقط فرزندان مذکر را برای منقرض نشدن نسل در نظر می‌گیرد، که به بیان دیگر یعنی جنسیت را از مسئله خارج می‌کند (متغیری که فقط ۱ مقدار دارد در واقع در مسئله وارد نشده‌است). مدلی وجود دارد به نام «فرایند گالتون-واتسون دوجنسیتی» که در آن تولید مثل در حالت واقعی آن بررسی شده‌است و در آن فقط زوج‌ها می‌توانند تولید مثل کنند (کلمهٔ دوجنسیتی در اینجا اشاره دارد به تعداد جنس‌هایی که در مسئله در نظر گرفته می‌شود و ربطی به مسألهٔ گرایش جنسی ندارد).
در این مسئله به هر فرزند با یک توزیع مشخص (و مستقل از بقیه) یک جنیست (زن یا مرد) اختصاص داده می‌شود و همچنین تابعی به نام «تابع جفت‌گیری» وجود دارد که تعداد جفت‌هایی که در یک نسل شکل می‌گیرد را مشخص می‌کند. همانند قبل احتمال تولید مثل یک جفت از جفت‌های دیگر مستقل است. در این مسئله حالت بدیهی این‌گونه است که هر زن و مرد فقط می‌تواند عضو یک «جفت» باشد و ضمناً هر جفت دقیقاً یک پسر و یک دختر به دنیا می‌آورد و مقدار تابع جفت‌گیری برابر است با مینیمم تعداد زن‌ها و مردها.
از آن‌جا که مقدار تولید مثل در هر نسل به تابع جفت‌گیری وابسته است در حالت کلی شرط لازم و کافی ساده‌ای برای پیدا کردن احتمال انقراض وجود ندارد. اما بدون در نظر گرفتن حالت بدیهی با در نظر گرفتن مفهوم میانگین تعداد فرزند در بین زوج‌ها می‌توانیم یک شرط کافی به دست بیاوریم.

### شرط انقراض
اگر میانگین تعداد فرزند در بین زوج‌ها محدود باشد و ضمناً در جمعیت‌های به اندازهٔ کافی بزرگ میانگین تعداد فرزند کمتر یا مساوی ۱ باشد آنگاه احتمال انقراض نام خانوادگی برابر با ۱ است.

## مثال‌ها
از آن‌جا که تاریخ نام‌های خانوادگی در عمل به شدت با مدل نظری گالتون-واتسون از مسئله متفاوت است آوردن مثال‌های تاریخی راجع به این مسئله سخت است. علت این تفاوت میان عمل و نظریه آن است که مسایل دیگری هم دخیل است، مثلاً اینکه در طول زمان نام‌های جدید به وجود می‌آید یا اینکه نام خانوادگی فرد ممکن است در طول زندگی‌اش عوض شود.
تحقیقات خوبی روی نام‌های چینی دربارهٔ مسألهٔ انقراض نام‌های خانوادگی انجام شده‌است: در حال حاضر فقط ۳۱۰۰ نام خانوادگی در چین وجود دارد در حالی که حدود ۱۲۰۰۰ نام خانوادگی در طول تاریخ در چین ثبت شده‌است. نام خانوادگی حدود ۲۲ درصد از جمعیت لی، وانگ یا ژانگ است (حدود ۳۰۰ میلیون نفر) و ۲۰۰ نام خانوادگی اول حدود ۹۶ درصد جمعیت چین را پوشش می‌دهد. نام‌های خانوادگی به دلایل متعددی منقرض شده‌است، مثلاً اینکه افراد نام حاکمان‌شان را بر خود می‌نهادند، این‌که افراد نام‌شان را به لحاظ املایی ساده کرده‌اند و اینکه تابوهایی وجود داشته که مانع می‌شده مردم از حرف‌هایی که در نام امپراتور استفاده شده‌استفاده کنند. در این تحقیقات هرچند مردن فرزندان مذکر خانواده یک فاکتور برای انقراض نام خانوادگی است اما فاکتور مهمی نیست و فاکتورهای دیگر اهمیت بیشتری دارد. هرچند نام‌های جدید در طول تاریخ به وجود آمده است اما تعداد این نام‌ها کمتر از نام‌هایی بوده که در طول تاریخ از بین رفته است.
در بعضی از کشورها مردم اخیراً شروع به استفاده از نام خانوادگی کرده‌اند. این جوامع زمانی که تصمیم به استفاده از نام خانوادگی گرفته‌اند جمعیت‌شان زیاد بوده‌است و در نتیجه تعداد نام‌های خانوادگی در آن‌ها بسیار متنوع است. مثلاً:
نام‌های ژاپنی: ژاپنی‌ها در اواخر قرن ۱۹ پس از اصلاحات میجی شروع به استفاده از نام خانوادگی کردند (در آن زمان کشور بیش از ۳۰ میلیون نفر جمعیت داشت) و بیش از ۱۰۰ هزار نام خانوادگی در ژاپن وجود دارد و دولت زوج‌ها را مجبور می‌کند که از یک نام خانوادگی استفاده کنند.
نام‌های آلمانی: آلمانی‌ها پس از جنگ‌های ناپلئونی در اوایل قرن ۱۹ شروع به استفاده از نام خانوادگی کردند و بیش از ۶۸ هزار نام خانوادگی آلمانی داریم.
نام‌های تایلندی: تایلندی‌ها از سال ۱۹۲۰ شروع به استفاده از نام خانوادگی کردند و هر نام خانوادگی مختص یک خانواده است. در نتیجه تعداد نام‌های خانوادگی تایلندی خیلی زیاد است. هم‌چنین از آن‌جا که تایلندی‌ها به تعداد زیاد نام خانوادگی‌شان را عوض می‌کنند تحلیل کردن نام‌های آن‌ها سخت است.